# Méthode Ier d'Antioche
Méthode Ier (né en 1771 et mort en 1850) fut patriarche orthodoxe d'Antioche et de tout l'Orient du 25 mai 1823 au 6 juillet 1850.